# Жгябурі (Вранча)
Жгябурі (рум. Jgheaburi) — село у повіті Вранча в Румунії. Входить до складу комуни Регіу.
Село розташоване на відстані 162 км на північ від Бухареста, 31 км на північний захід від Фокшан, 103 км на північний захід від Галаца, 95 км на схід від Брашова.

## Населення
За даними перепису населення 2002 року у селі проживали 88 осіб, усі — румуни. Усі жителі села рідною мовою назвали румунську.